# Rexford-Gletscher
Der Rexford-Gletscher ist ein Gletscher im Norden der Thurston-Insel vor der Eights-Küste des westantarktischen Ellsworthlands. Er fließt in nordöstlicher Richtung zum Kopfende des Wagoner Inlet.
Das Advisory Committee on Antarctic Names benannte ihn im Jahr 2003 nach Phillip Walter Rexford (1925–2016), Flugzeugfunker an Bord einer Martin PBM Mariner während der von der United States Navy durchgeführten Operation Highjump (1946–1947) zur Erstellung von Luftaufnahmen von der Thurston-Insel und der benachbarten Festlandküste.